# Династія Ся
Ся (кит.: 夏; піньїнь: xià) — найстаріша династія і держава в Китаї. Існувала протягом 2070 — 1600 років до н. е. Вперше згадується в «Історичних записах» (109 — 91 до н. е.) та «Бамбукових анналах» (300). Разом із пізнішими династіями Інь та Чжоу входить до так званих «трьох епох», які ідеалізуються в традиційній китайській історіографії.
Більшість істориків за межами Китаю вважають династію Ся легендарною. Причиною цього є відсутність прямих письмових і археологічних свідчень часів існування цієї династії. Невідомо, також, де знаходилась її столиця Янчен. Китайські вчені припускають, що центральним містом могла бути стоянка Ванченган в місті Денфен провінції Хенань, КНР. Однак науковці світу не визнають цієї гіпотези.

## Стародавні літературні джерела
Згідно з хронікою Ся, розміщеною в «Історичних записах», династія Ся була заснована легендарним князем Юєм. За заслуги в розробці іригаційної системи річки Хуанхе, правитель Шунь передав йому престол Сина Неба. На старості Юй так само збирався передати монаршу владу комусь з талановитих підлеглих, але князі запропонували йому посадити на трон свого сина Ці. Таким чином утворилася династія, яка правила країною впродовж 17-и поколінь. Останній правитель династії Цзє був тираном. Він втратив довіру народу і загинув від рук підлеглого вана Тана, який заснував нову династію Інь (інша назва — Шан).
«Шеньцзи» та «І Чжоу шу» згадують твір за назвою «Ся чжень» 夏箴 (Повчання Ся). «Менцзи» та «Яньцзи чуньцю» використовують назву «Ся янь» 夏諺 (Прислів'я Ся). Творів за подібною назвою не збереглося. Оскільки Ся, окрім історичного періоду, позначало «територію розповсюдження китайської культури» (конотація що збереглася у сучасному хуася 华夏), існування літератури із подібною назвою не може вважатися доказом існування історичної династії Ся.

## Культурна вага
Ся належить один з кількох китайських календарів, якому надавав перевагу Конфуцій (Аналекти 15:11, 行夏之時).
Спадкоємцем культури Ся стала держава Ці (Qǐ 杞), куди володарі Шан поселили нащадків поваленої династії. Конфуцій стверджував, що володіє знанням ритуалу Ся краще, ніж мешканці цього регіону, незважаючи на їх порідненість до Ся (夏禮，吾能言之，杞不足徵也 - Аналекти 3:9).